# Rogljevo
Rogljevo (cyr. Рогљево) – wieś w Serbii, w okręgu borskim, w gminie Negotin. W 2011 roku liczyła 123 mieszkańców.